# Río Vélez
El río Vélez es un río de España de la cuenca mediterránea andaluza, que discurre en su totalidad por el territorio de la provincia de Málaga, en concreto, por el área central de la comarca de la Axarquía. 

## Curso
Nace en la Sierra de Tejeda, desde donde desciende en sentido norte-sur atravesando los términos municipales de Periana, La Viñuela y Vélez-Málaga, donde desemboca en el Mediterráneo junto a la localidad de Torre del Mar. 
La cuenca del río es conocida como Hoya de Vélez y abarca una extensión de 610 km² siendo la única llanura de tamaño significativo de la Axarquía. El río tiene una longitud de unos 68,4 km desde su cabecero, donde se le conoce con el de nombre de río Guaro. 
Sus afluentes más notorios por la margen derecha son el río Sabar y el río Benamargosa, y por su margen izquierda el río Salia, el Almanchares (12,3 km) y el río Rubite. Cabe señalar que el río Vélez también recibe aportaciones del poljé de Zafarraya ya que el acuífero allí generado se vierte al Guaro. 
El delta de la desembocadura tiene un alto interés ecológico y arqueológico.

## Desembocadura

### Características físicas

#### Climatología
Desde el punto de vista térmico en el Bajo Vélez existe un microclima de tipo mediterráneo subtropical. De la conjunción de todos los elementos y tipos de clasificación climáticos, se deduce que el clima del Bajo Vélez es de tipo árido (Martonne, Dantin- Revenga, Turc), semiárido (Holdrige), semiárido mesotérmico III tipo DB`3 (Thomthwaite-Cerezuela), mediterráneo subtropical tipo OgMe (Papadakis), mediterráneo subsahariano/subtropical tipo IV (III)2 (Allúe), termomediterráneo atenuado (Gaussen), semiárido cerca de sunhúmedo (Emberger) litoral cálido-moderado (Debrach), termoclima termomediterráneo inferior y omboclima seco inferior (Rivas Martínez). Todas estas determinaciones resaltan el carácter térmico (por su gran insolación) y árido (por su escasa pluviosidad anual) en esta zona.

#### Geología, geomorfología y edafología
En la desembocadura del Río Vélez se presenta una formación deltaica, donde a partir de diversos sondeos realizados se han reconocido foraminíferos bentónicos, y potencias de varias decenas de metros. En tiempos recientes la dinámica se centra fundamentalmente en el delta del Río Vélez, donde la interacción mar-tierra provoca continuos retrocesos debido a los temporales marítimos y falta de acarreo de materiales por períodos de sequía intermitentes y obras de represamineto de la mayor parte del agua de su cuenca. lo que impide el que, tras períodos de lluvias intensas se produzcan fuertes acarreos de materiales, con la consiguiente regeneración parcial del delta, e incluso procesos de inundación de los alrededores del delta. Todo ello muestra que el sistema delta-mar se comporta actualmente como un sistema muy dinámico y sensible a las actuaciones antrópicas. En la Vega del Río Vélez se ha descrito suelos que, según las equivalencias en las distintas clasificaciones aceptadas se denomina como Fluvisoles calcáricos (según la FAO), Xerofluvents ácuicos (Soil Taxonomy) o aluviales (clasificación europea).

#### Hidrología

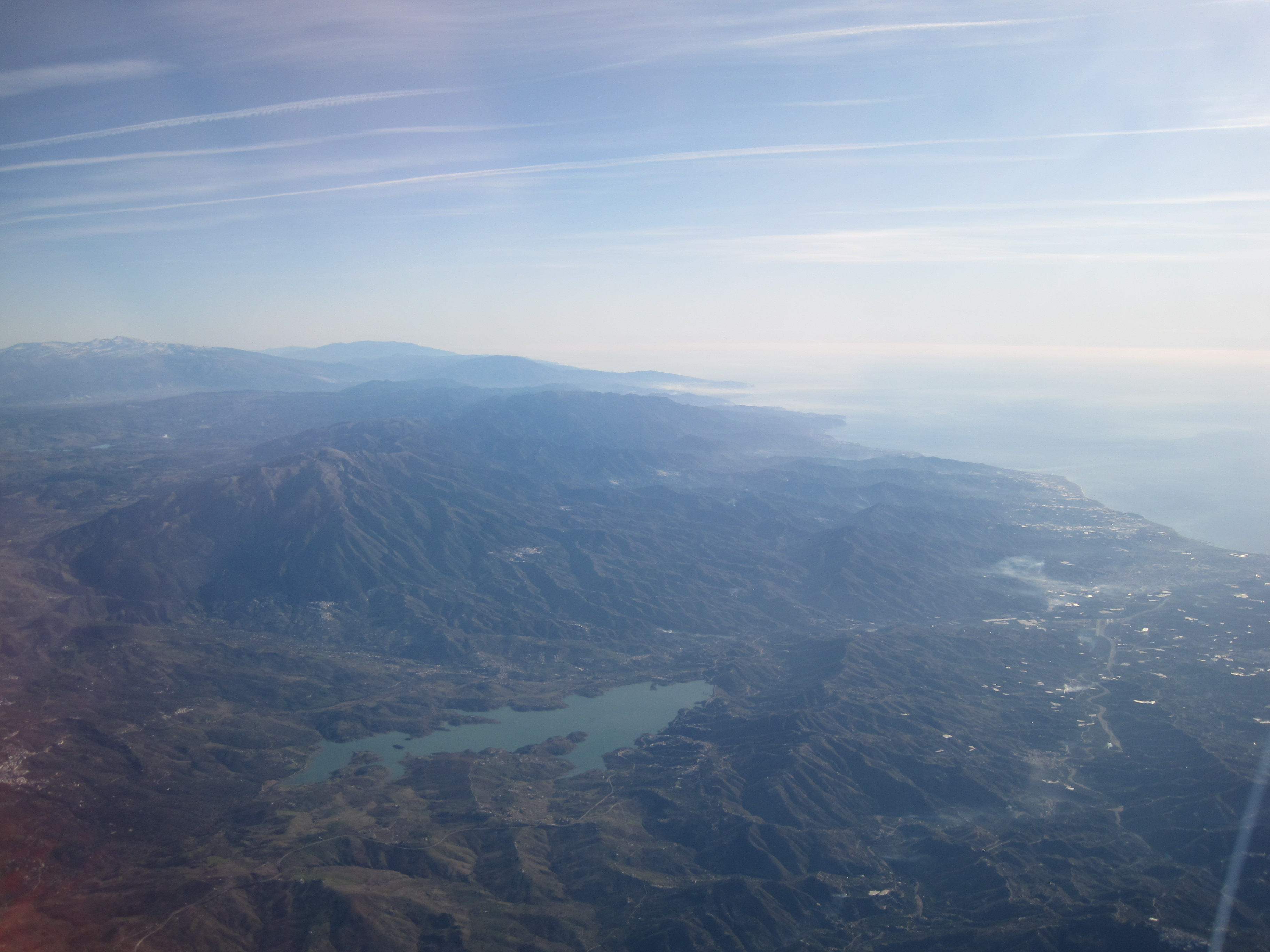
Vista aérea de la cuenca del río Vélez.

La desembocadura del río Vélez funciona como llanura de inundación periódica. Sus niveles y fases de inundación están modificadas por la regulación que supone la presa de la Viñuela en cabecera. El acuífero, en su zona baja, se caracteriza por una menor recarga, debido a la presencia de un estrangulamiento del sustrato impermeable (filitas y esquistos paleozoicos) al norte de la zona de la desembocadura, que actúa a modo de barrera y en parte también por la proliferación de extracciones aguas arriba. Esta situación, junto a su posición cercana al mar, especialmente en épocas de espiaje y períodos de sequía. En la zona del delta se han descrito dos acuíferos, uno superficial que es continuación del aluvial y otro profundo con un volumen total de unos 18 hectómetros cúbicos. En el acuífero se han descrito cuatro problemas: 
1. Contaminación por vertidos urbanos.
2. Contaminación por abonos artificiales con la acumulación de nitratos.
3. Contaminación por plaguicidas.
4. Y la intrusión salina.

La desembocadura del Río Vélez constituye una formación deltaica de forma natural muy dinámica, en la que se conforma una laguna litoral separada del mar por una barra arenosa que se rompe ante las crecidas estacionales del río y se restaura durante los temporales costeros. Parte de esta dinámica costero-fluvial ha sido modificada drásticamente en los últimos 30 años; el río ha pasado de ser un sistema de aguas permanentes a un sistema marcadamente estacional tras la construcción de la presa de La Viñuela y la captación y desvío de los manantiales de sus principales tributarios bajo la presa. Esta estacionalidad se ha dejado notar fuertemente en su desembocadura donde su laguna litoral mengua drásticamente en verano y en los años secos, llegando a secarse totalmente en dichos periodos. En la actualidad, el desvío y vertido de los sobrantes de riesgo y pluviales procedentes del núcleo urbano permiten durante todo el año un pequeño caudal continuo que impide la desecación de la laguna. También desde el mar se produce una regulación natural durante el invierno que con el cierre y la apertura de la barra de arena que separa la laguna del mar durante los temporales de poniente que modifican constantemente dicha estructura arenosa. De forma artificial y en época estival ante niveles altos de la laguna se opta por la apertura con maquinaria de dicho drenaje, lo que produce drásticas alteraciones en el nivel de agua de la laguna

### Características ecológicas

#### Vegetación y flora
Las comunidades vegetales en el delta y el último tramo del río presentan un profuso crecimiento y desarrollo, influenciadas por las benignas temperaturas de la costa, la presencia continua de agua y la acumulación de sedimentos fértiles en el tramo final. Las formaciones vegetales presentes se pueden clasificar en función de su cercanía al agua y su preferencia por aguas corrientes o estancadas, dentro de la diversidad natural de la zona. Aparte se instalan en la barra arenosa formaciones sannmofilas ligadas a la influencia marina. Formaciones riparias. Retazos de bosque de ribera jalonan el último tramo del río desde la E-340 hasta su desembocadura. La especia dominante es el popurus alba, que conforma dos pequeños bosquetes en diversas fases de degradación, que engloba un sotobosque de rubus ulmifolius y Vinca minor en algunas zonas. Las zonas donde se ha eliminado el bosque de ribera han sido colonizadas por un denso cañaveral en su mayor parte monoespecífico de Arundo donax, que se beneficia de las aleteraciones antrópicas del entorno desplazando a otras especies y que llega a alcanzar hasta 5 metros de altura. Estos cañaverales se extienden hasta la desembocadura, entrando en la barra litoral. 

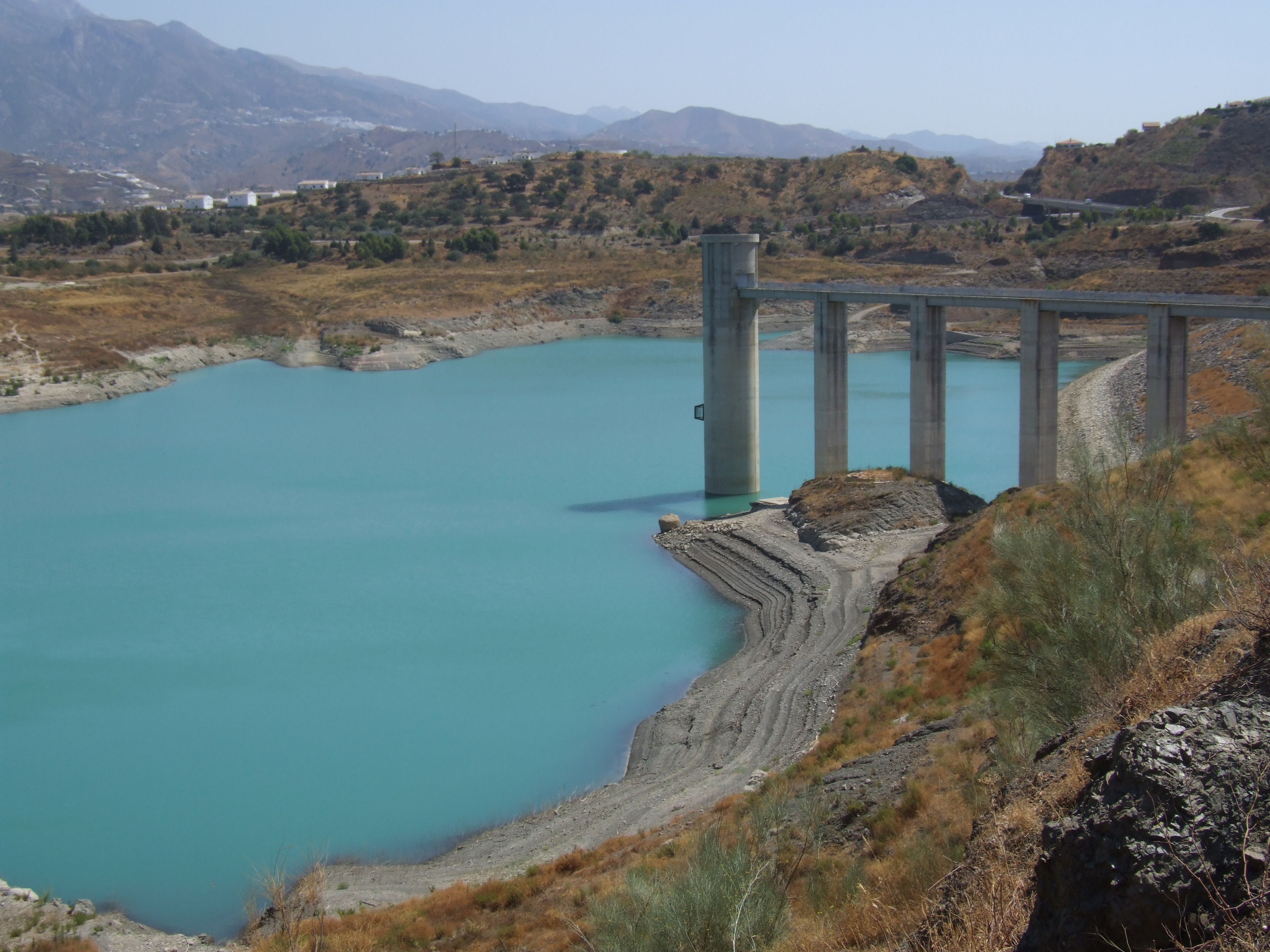
Embalse de la Viñuela

- Vegetación sumergida y flotante. No hay referencias de la presencia de vegetación sumergida en las aguas tanto del río en este tramo como de la laguna, debido en gran parte al proceso de eurtolización que sufre el sistema acuático, que enturbia el agua e impide el desarrollo de formaciones de hidrófitos. El exceso de nutrientes en las aguas produce a su vez la proliferación desmesurada en verano de praderas flotantes de Lemna gibba, junto a tapetes flotantes de perifiton (algas filamentosas), indicadores del estado eutrófico del humedal.

- Formaciones palustres. En la periferia del río y en las zonas de inundación tanto temporal como permanente del cauce y la laguna litoral, se desarrollan diversas formaciones de helófitos y pastizales perennes y anuales desde las aguas libres a las orillas inundadas y lagunazos periféricos. En las áreas de la laguna con inundación permanente se desarrollan rodales en algunos casos extensos de Typha dominguensis, Phragmites australis, Scirpus maritimus y ejemplares aislados de Scirpus lacustris lacustris. La península central de sedimentos que separa en dos partes a la laguna esta colonizada por un denso juncal que se encuentra parcialmente inundada donde se localizan formaciones de Scirpus Holoschoenus y Juncus acutus, que es sustituido hacia las zonas más inundadas por un gramal denso de Cynodon dactylon y Paspalum paspaloides, que llega a ocupar una buena parte de la orilla norte del humedal y amplias zonas inundables del cauce del río. En precisamente en estas zonas del río con aguas de corriente lenta donde los gramales comparten el área con formaciones de Apium nodiflorum y Nasturtium officinalis que se desarrollan profusamente durante la primavera, entre las que se intercalan algunos ejemplares de Scirpus holoschoenus y Alisma plantago-acuatica. Formaciones de lagunazos temporales. Otras comunidades que aparecen en la zona del delta son las ligadas a pequeños lagunazos temporales que aparecen al bajar a las aguas durante el verano y que se quedan aislados de la laguna principal desde la primavera. En algunos de ellos la influencia salina es mayor y en ellos se desarrollan al retirarse las aguas en los sedimentos libres comunidades de nanoterofitos asociados a lagunas temporales de dulces a subsalinas entre los que destacan las especies, Spergularia rubia, Frankenia pulverulenta, Hordeum marinum y Lytrhum junceum. Sin embargo en las charcas de aguas temporales más dulces aparecen juncales enanos de Juncus pygmaeus, Juncus capitalus y Poa annua.

Formaciones sammófilas. El barra litoral y las zonas laterales de la misma aparecen comunidades vegetales asociadas a arenas costeras, que se encuentran afectadas en diversa medidas por una acción antrópica intensa que empobrece en especies a dichas formaciones. En la propia barra litoral aparecen comunidades anuales de la especie Kakile maritima durante la época invernal, las únicas capaces de vivir en estas arenas móviles y antropizadas. Estas crucíferas son sustituidas por formaciones de carácter más permanente propias de arenas nitrificadas en los muros de arena que flanquean la desembocadura donde predominan las especies Salsola Kali, Lotus creticus, Glaucium flavum, Sporolobus pungens, Elymus farctus, Eryngium maritimum y el cada vez más escaso Pancratium maritimum.

#### Fauna
La localización de la Desembocadura del Río Vélez en el extremo sur del continente europeo, lo convierten en un lugar de gran valor para la observación de aves. Esta comunidad ofrece un particular interés durante los periodos de migración, utilizando este enclave como lugar de descanso en sus rutas migratorias. Entre los distintos grupos de aves que utilizan la desembocadura a lo largo de todo el año, destacan por su variedad e interés los láridos y limícolas. El Río Vélez ofrece buenas condiciones para la invernada de un buen número de ejemplares de Gaviota cabecinegra (Larus melanocephalus), en una proporción no observable en otros puntos del litoral malagueño, sobresaliendo durante el verano por la abundante presencia de Gaviota de Audouin (Larus auduinii), especie endémica del Mediterráneo. La riqueza de especies de limícolas en los periodos de migración también es destacable respecto al resto de humedales de la provincia de Málaga.